# Wuhan Open 2019
Wuhan Open 2019, oficiálně se jménem sponzora Dongfeng Motor Wuhan Open 2019, byl tenisový turnaj pořádaný jako součást ženského okruhu WTA Tour, který se hrál v areálu Optics Valley International Tennis Center na otevřených dvorcích s tvrdým povrchem DecoTurf. Konal se mezi 22. až 28. zářím 2019 v čínském Wu-chanu jako šestý ročník turnaje.
Turnaj s rozpočtem 2 828 000 amerických dolarů patřil do kategorie Premier 5. Nejvýše nasazenou hráčkou ve dvouhře se stala světová jednička Ashleigh Bartyová z Austrálie. Jako poslední přímá účastnice do dvouhry nastoupila  56. hráčka žebříčku, Američanka Jessica Pegulaová.
Čtvrtou singlovou trofej na okruhu WTA Tour, a první obhájenou, vyhrála  21letá Běloruska Aryna Sabalenková. Premiérovou společnou trofej ve čtyřhře WTA získal čínsko-ruský pár Tuan Jing-jing a Veronika Kuděrmetovová.

## Rozdělení bodů a finančních odměn

### Rozdělení bodů
| Soutěž  | vítězky | finalistky | semifinalistky | čtvrtfinalistky | 16 v kole | 32 v kole | 64 v kole | Q  | Q2 | Q1 |
| ------- | ------- | ---------- | -------------- | --------------- | --------- | --------- | --------- | -- | -- | -- |
| dvouhra | 900     | 585        | 350            | 190             | 105       | 60        | 1         | 30 | 20 | 1  |
| čtyřhra | 900     | 585        | 350            | 190             | 105       | 1         | —         | —  | —  | —  |

### Finanční odměny
| Soutěž                               | vítězky  | finalistky | semifinalistky | čtvrtfinalistky | 16 v kole | 32 v kole | 64 v kole | Q2     | Q1     |
| ------------------------------------ | -------- | ---------- | -------------- | --------------- | --------- | --------- | --------- | ------ | ------ |
| dvouhra                              | $520 615 | $260 310   | $130 030       | $59 960         | $29 695   | $15 240   | $7 835    | $4 360 | $2 245 |
| čtyřhra                              | $148 845 | $75 310    | $37 275        | $18 765         | $9 510    | $4 695    | —         | —      | —      |
| částka ve čtyřhře je uvedena na pár. |          |            |                |                 |           |           |           |        |        |

## Ženská dvouhra

### Nasazení
| Stát                         | Hráčka                 | WTA | Nasazení |
| ---------------------------- | ---------------------- | --- | -------- |
| Austrálie                    | Ashleigh Bartyová      | 1.  | 1.       |
| Česko                        | Karolína Plíšková      | 2.  | 2.       |
| Ukrajina                     | Elina Svitolinová      | 3.  | 3.       |
| Rumunsko                     | Simona Halepová        | 6.  | 4.       |
| Česko                        | Petra Kvitová          | 7.  | 5.       |
| Nizozemsko                   | Kiki Bertensová        | 8.  | 6.       |
| Švýcarsko                    | Belinda Bencicová      | 10. | 7.       |
| Čína                         | Wang Čchiang           | 12. | 8.       |
| Bělorusko                    | Aryna Sabalenková      | 13. | 9.       |
| USA                          | Sloane Stephensová     | 14. | 10.      |
| Německo                      | Angelique Kerberová    | 15. | 11.      |
| USA                          | Madison Keysová        | 16. | 12.      |
| Dánsko                       | Caroline Wozniacká     | 17. | 13.      |
| Lotyšsko                     | Anastasija Sevastovová | 18. | 14.      |
| USA                          | Sofia Keninová         | 20. | 15.      |
| Chorvatsko                   | Donna Vekićová         | 21. | 16.      |
| Žebříček WTA k 16. září 2019 |                        |     |          |

### Jiné formy účasti
Následující hráčky obdržely divokou kartu do hlavní soutěže:
- Pcheng Šuaj
- Jelena Rybakinová
- Samantha Stosurová
- Wang Si-jü
- Venus Williamsová

Následující hráčky postoupily do hlavní soutěže z kvalifikace:
- Jennifer Bradyová
- Lauren Davisová
- Kateryna Kozlovová
- Veronika Kuděrmetovová
- Světlana Kuzněcovová
- Christina McHaleová
- Bernarda Peraová
- Ču Lin

Následující hráčky postoupily do hlavní soutěže z kvalifikace jako tzv. šťastné poražené:
- Ons Džabúrová
- Rebecca Petersonová
- Tamara Zidanšeková

### Odhlášení
před zahájením turnaje
- Bianca Andreescuová → nahradila ji  Tamara Zidanšeková
- Viktoria Azarenková → nahradila ji  Ons Džabúrová
- Julia Görgesová → nahradila ji  Kristina Mladenovicová
- Madison Keysová → nahradila ji  Rebecca Petersonová
- Anett Kontaveitová → nahradila ji  Camila Giorgiová
- Maria Sakkariová → nahradila ji  Marie Bouzková
- Carla Suárezová Navarrová → nahradila ji  Aljaksandra Sasnovičová
- Lesja Curenková → nahradila ji  Jessica Pegulaová
- Markéta Vondroušová → nahradila ji  Wang Ja-fan
- Čeng Saj-saj → nahradila ji  Polona Hercogová

### Skrečování
- Lauren Davisová
- Camila Giorgiová
- Julia Putincevová

## Ženská čtyřhra

### Nasazení
| Stát                                                                     | Hráčka                 | Stát             | Hráčka                 | WTA | Nasazení |
| ------------------------------------------------------------------------ | ---------------------- | ---------------- | ---------------------- | --- | -------- |
| Čínská Tchaj-pej                                                         | Sie Šu-wej             | Česko            | Barbora Strýcová       | 6.  | 1.       |
| Belgie                                                                   | Elise Mertensová       | Bělorusko        | Aryna Sabalenková      | 8.  | 2.       |
| Kanada                                                                   | Gabriela Dabrowská     | Čína             | Sü I-fan               | 16. | 3.       |
| Německo                                                                  | Anna-Lena Grönefeldová | Nizozemsko       | Demi Schuursová        | 24. | 4.       |
| Austrálie                                                                | Samantha Stosurová     | Čína             | Čang Šuaj              | 28. | 5.       |
| Čínská Tchaj-pej                                                         | Čan Chao-čching        | Čínská Tchaj-pej | Latisha Chan           | 32. | 6.       |
| USA                                                                      | Nicole Melicharová     | Česko            | Květa Peschkeová       | 36. | 7.       |
| Čína                                                                     | Tuan Jing-jing         | Rusko            | Veronika Kuděrmetovová | 54. | 8.       |
| Žebříček WTA k 16. září 2019; číslo je součtem umístění obou členek páru |                        |                  |                        |     |          |

### Jiné formy účasti
Následující páry obdržely divokou kartu do hlavní soutěže:
- Kiki Bertensová /  Lesley Pattinama Kerkhoveová
- Caroline Garciaová /  Bethanie Matteková-Sandsová
- Tchang Čchien-chuej /  Wang Xin-jü

## Přehled finále

### Ženská dvouhra
- Aryna Sabalenková vs.   Alison Riskeová, 6–3, 3–6, 6–1

### Ženská čtyřhra
- Tuan Jing-jing /  Veronika Kuděrmetovová vs.  Elise Mertensová /  Aryna Sabalenková, 7–6(7–3), 6–2